# Frankie Vaughan
Pour les articles homonymes, voir Vaughan.
Frankie Vaughan, né Frank Fruim Abelson le 3 février 1928 et mort le 17 septembre 1999, est un chanteur et acteur anglais, qui a enregistré plus de 80 titres de musique pop et easy listening. Son surnom de « Mr. Moonlight » lui vient de la chanson Give Me the Moonlight, Give Me the Girl qu'il a repris. Il joue dans plusieurs films, dont Let's Make Love avec Marilyn Monroe en 1960.

## Biographie
Frank Fruim Abelson est né le 3 février 1928 à Liverpool, dans une famille d'origine russe de quatre enfants. Il doit son nom de scène à sa grand-mère dont il est le premier petit-fils. Dans sa jeunesse il est membre du Lancaster Lads' Club, et envisageait de devenir boxeur. Il fait ses études au Lancaster College of Art, et a été choriste. Après un passage au Royal Army Medical Corps il retourne à l'école d'art, cette fois au  Leeds College of Art. Il fait ses débuts sur scène sous le nom de Frank Abelson. Après avoir remporté un prix de design, il se rend à Londres où il remporte un prix à la radio. Il passe une audition pour l'agent Billy Marsh, qui le programme au  Kingston Empire en mai 1950 avec Jimmy Wheeler, un artiste de music-hall. Sa performance en tant que chanteur de style « crooner » est appréciée par la presse et par le public, ce qui lui ouvre des perspectives; il s produit avec le vétéran de la scène Hetty King qui le conseille sur son style et l'aide pour la suite de sa carrière. Il fait ses premiers enregistrements en 1950 mais sans grand succès. En 1952 il rejoint la troupe de Nat Temple avec qui il se produit pendant un an. Le succès des enregistrements qu'il réalise en 1953 le conduisent à retourner à la variété. Il signe avec le label Philips en 1955 et enregistre ce qui deviendra sa « marque de fabrique » Give Me the Moonlight, Give Me the Girl.

## Chansons
- Wouldn't You Like It
- Everybody Loves My Baby
- I'm Going To Be A Good Boy Now
- 1954 : Istanbul (Not Constantinople)
- 1955 : Give Me the Moonlight, Give Me the Girl (en)

## Discographie

### Albums studio
- 1957 : Happy Go Lucky
- 1958 : Frankie Vaughan Showcase
- 1961 : Let Me Sing – And I'm Happy
- 1961 : Warm Feeling
- 1965 : My Kind of Song
- 1967 : There Must Be a Way
- 1968 : The Second Time Around
- 1969 : Mr. Moonlight
- 1971 : Double Exposure
- 1972 : Frankie
- 1974 : Frankie Vaughan's Sing Song
- 1975 : Sincerely Yours
- 1976 : Someone Who Cares
- 1977 : Seasons for Lovers
- 1979 : Music Maestro Please
- 1979 : Moonlight and Love Songs

### Albums en public
- 1959 : At the London Palladium
- 1964 : At the Talk of the Town

### Musiques de film
- 1960 : Let's Make Love
- 1964 : It's All Over Town[4]

## Filmographie

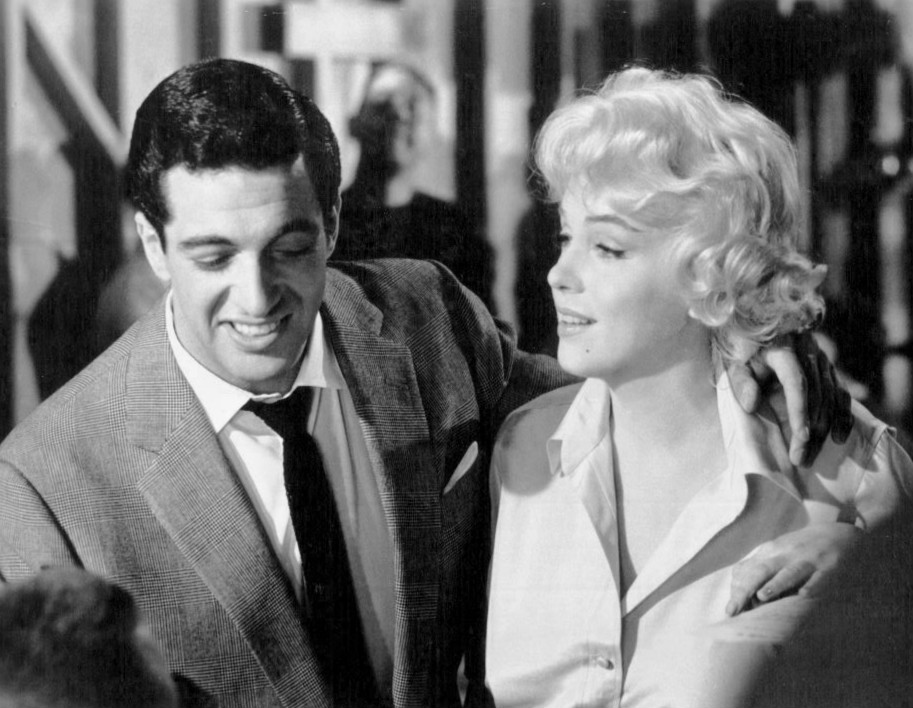
Frankie Vaughan et Marilyn Monroe dans Le Milliardaire (Let's Make Love).

- 1956 : Ramsbottom Rides Again : Elmer
- 1957 : These Dangerous Years : Dave Wyman
- 1958 : Wonderful Things! : Carmello
- 1959 : The Lady Is a Square : Johnny Burns
- 1959 : The Heart of a Man : Frankie Martin
- 1960 : Le Milliardaire (Let's Make Love)
- 1961 : The Right Approach : Leo Mack
- 1964 : It's All Over Town : lui-même

## Distinction
- 1996 : Commandeur de l'ordre de l'Empire britannique[5]